# 佐村河内守
佐村河内 守（さむらごうち まもる、1963年〈昭和38年〉9月21日 - ）は、日本の作曲家。広島県出身。旧芸名：速瀬守（はやせ まもる）。

## 概要
1990年代、中途失聴とされる聴覚障害がありながら『鬼武者』のゲーム音楽や「交響曲第1番《HIROSHIMA》」などを作曲した音楽家として脚光を浴びたが、2014年2月5日、自作としていた曲がゴーストライターの代作によるものと発覚（「ゴーストライター問題」の項を参照）。聴覚障害の程度についても疑義を持たれており、ゴーストライターを務めた作曲家の新垣隆は、「佐村河内は18年間全ろうであると嘘をつき続けていた」と『週刊文春』に掲載された独占手記で主張した。横浜市による再検査では中度の感音性難聴と診断され、障害者手帳の交付の対象となるレベルではなかったため、障害者手帳を横浜市に返納した。
2016年に1点、2017年に1点、商業作品の依頼を受け、自分自身で完成させた。これら2点は2018年にメジャー・レーベルから発売された。2021年2月にも依頼を受けた2点の作品を、自分自身の手で完成させている（詳細は#佐村河内守本人の作品）。

## 経歴
1963年（昭和38年）9月21日、被爆者健康手帳を有する両親の元、広島県に生まれた。崇德高校では演劇部に所属。卒業後は京都に行き、東映京都撮影所で俳優養成所に通いながら、大部屋役者としての生活を始める。後に悪役商会に入ると言って東京に出る。
悪役商会に加入後、1984年から1985年にかけて「速瀬 守」の芸名でフジテレビ「月曜ドラマランド」枠の単発ドラマ4本に出演。
1988年2月、高校時代に出会った3歳年上の女性と結婚し、横浜市に転居。そしてこの頃、知人を通じて「津軽恋女」（新沼謙治）などで知られる作曲家で音楽プロデューサーの大倉百人（おおくら もんど）に自分の歌が入ったデモテープを渡した。大倉は「声はいいものがある」と評価し、自身の事務所に所属させて、「元広島の暴走族総長」「極真空手初段」というプロフィールを持つ「第2の矢沢永吉」とのキャッチフレーズで、5月30日にレコード会社9社を集めて“競り”と称したファーストライブを行わせた。大倉はその後2 - 3社に契約を持ちかけたが、ちょうどその頃、佐村河内の弟が事故死したことや、大倉自身が佐村河内の「虚言癖」に気づいたこともあり、契約を詰めることなく、同年夏頃には事務所を辞めさせた。1988年5月31日のサンケイスポーツ紙面には、佐村河内の「国内では目標にする人はいません。いまの日本のロックにないパワーを見せたい」という言葉が掲載されている。
1990年、音楽バンド「Kids」のリーダー、「サミー」という名で活動。ポータートーン(ヤマハから発売されているキーボード)を用いたメロディ作りを始める。
1993年、自伝によればこの頃、左耳の聴力を失ったという。
1994年、この年よりNHKで制作が開始された『山河憧憬』シリーズの中の一話「武蔵野」の音楽を担当した。文春の記事では1993年に担当して1994年に放送となっている。
1996年、新垣隆が佐村河内のゴーストライターとして曲を作り始める。新垣は「佐村河内の曲は、ほぼすべて自分が担当したと認識している」と述べている。
出会いは当時、シンセサイザーを使って簡単な作曲をしていた佐村河内が、映画『秋桜』の音楽の仕事を依頼されたことに始まる。1996年夏、アシスタントを探していた佐村河内は、自身がシンセサイザーで作った「短いテーマ曲」を新垣に渡して、「これをあなたにオーケストラ用の楽曲として仕上げてほしい。私は楽譜に強くないので」と頼んだ。佐村河内は「この作品はぼくの名前で発表したい。君の名前は演奏家としてクレジットするし、将来必ず引き上げるから、しばらく協力してほしい」と言ったという。この曲は「佐村河内が制作予算を無視して約二百万円もの自腹を切り」、新垣が「大学で集めた学生オーケストラに演奏させて録音」させた。「一つの作品ができると、それを持って別の映画会社、ゲーム会社、テレビ局等に売り込む。取ってくる仕事は、確実にレベルアップしたものになって」いったという。
1997年1月3日、音楽を担当したNHK『山河憧憬 武蔵野』が放送される。
1997年5月3日、映画『秋桜』公開。
1998年8月21日、ゲームソフト『バイオハザード』の交響曲として「CRIME AND PUNISHMENT」発売。この際のプロフィールには「5歳から作曲を始める」「クラシック、テクノ、民族、宗教音楽など20を超える音楽ジャンルを自在に操る鬼才」などと表記されている。
1999年1月、ゲームソフト『鬼武者』の音楽「交響組曲ライジング・サン」の担当が決定。佐村河内は自らが打ち込みで作曲した8曲入りのデモテープを渡し、新垣に200を超える楽器によるオーケストレーションを担当させた。しかし自伝によれば、この年の2月に「全聾」となり、医療検査機関からは「感音性難聴による両耳全聾」「両耳鼓膜欠落」と診断されたという。同年4月『鬼武者』製作発表。販売元であるカプコンの関係者によると、この日を境に「（佐村河内は）全聾である設定」にした、彼の耳が聞こえていることは、社内では皆が知っている暗黙の了解事項だった、という。
2001年1月、ゲーム『鬼武者』と、「交響組曲ライジング・サン」を含むサウンドトラックが発売され、17日の完成記者会見に臨んだ。聴覚障害をはじめ、抑鬱神経症、不安神経症、頭鳴症、耳鳴り発作、重度の腱鞘炎など、自らの障害や持病について公表。頭鳴症については「常にボイラー室に閉じ込められているかのような轟音が頭に鳴り止まない」としていた。長らく聴覚障害を隠していた理由については「耳の不自由な作曲家の作品には、同情票がつくであろうこと。それだけはどうしても避けたかったのです」「『聴覚障害を売り物にした』という誤解も避けられないだろう」と説明した。これについて新垣隆は「これからはそういう形（全聾の設定）でと聞いた」と述べ、「私が録音したものを彼が聞き、彼がそれに対してコメントするというシーンは何度もありました」、「耳が聞こえないということを感じたことは一度もありません」と明確に否定している。
2001年9月、アメリカの雑誌『TIME』に「現代のベートーヴェン（digitalized Beethoven)」と紹介される。この取材を仲介したのは親交のあった映画監督の栗村実だという。
2002年1月21日、横浜市から身体障害者手帳（第1種2級）の交付を受ける。
2003年秋、『交響曲第1番《HIROSHIMA》』が完成。佐村河内は新垣に200万円の報酬を支払う。しかし、曲が長すぎたために長い間、どこにも発表されなかった。また、当時は「HIROSHIMA」の副題はなく、この副題は2011年のCD発売の際につけられたものである。
2005年8月、自伝によれば、『交響曲第2番』が完成。
2007年11月、自伝『交響曲第1番』（講談社）が発売。
2008年9月1日、広島市の広島厚生年金会館ホールで行われた「G8議長サミット記念コンサート〜ヒロシマのメッセージを世界に〜」にて交響曲第1番の第1楽章と第3楽章が広島交響楽団により世界初演される。同年、広島市民表彰（市民賞）を受賞（ゴーストライター問題発覚後取り消された）。講談社の編集者から紹介を受けたTVディレクターの古賀淳也が佐村河内の取材を行い、『筑紫哲也 NEWS23』（TBS）で紹介する。
2009年、交響曲第1番は芥川作曲賞の選考過程で審査員である三枝成彰が推すも最終候補とならなかった。
2010年4月4日、大友直人指揮の東京交響楽団により、交響曲第1番《HIROSHIMA》（広島初演版による改訂版）の第1楽章と第3楽章が東京芸術劇場で演奏された。
2010年8月14日、秋山和慶指揮の京都市交響楽団により、交響曲第1番全曲版が京都コンサートホールで演奏された。
2011年4月11-12日、交響曲第1番全曲の録音をパルテノン多摩で行う。曲が複雑なため、録音にあたってはライブ録音ではなくセッション録音を選択。クラシックでは近年、コストの低いライブ録音が主となっており、日本コロムビアのクラシック録音としてはこの10年かけたことのない金額が必要だったという。7月にCD「交響曲第1番HIROSHIMA」が日本コロムビアより発売。
2011年、栗村実監督の映画『桜、ふたたびの加奈子』の音楽を「佐村河内守」名義で担当することが決定。
2012年1月、CD「シャコンヌ〜佐村河内守弦楽作品集」が日本コロムビアより発売。このアルバムに収録されている「ヴァイオリンのためのソナチネ 嬰ハ短調」は、「義手のヴァイオリニスト」として知られる“みっくん”に贈られた。6月25日、ヴァイオリニストの大谷康子らが「無伴奏バイオリンのためのシャコンヌ」を演奏する。
2012年11月9日、NHK『情報LIVE ただイマ!』で、"日本が涙！耳聞こえぬ作曲家・奇跡の旋律"として佐村河内が紹介される。この番組が反響を呼び、交響曲第1番のCD売上がオリコン週間総合チャートで9位を獲得。
2012年12月12日のNHK『あさイチ』でも再び紹介され、交響曲第1番のCD売上がオリコン週間総合チャート15位を獲得。
2013年3月10日、NHKスペシャルの企画として制作した「ピアノのためのレクイエム」を石巻市立湊小学校の体育館で初披露。この曲は、津波で母を亡くした石巻市の10歳の女の子のためにつくったもので、佐村河内が女の子のお母さんが消えた女川町の浜辺で明け方までの一晩を過ごしたときに「雨あられのように音が降ってきて」できたものだという。この経緯は後述のNHKスペシャルで放送された。このとき、佐村河内に「震災」をテーマに作曲させるために、「震災で親を亡くしたピアノを弾ける子」を番組スタッフがわざわざ探し出したという。この報道に対し、NHKは「佐村河内氏関連番組・調査報告書」にて、佐村河内が知人を通じて探したものでスタッフは関与していないと明確に否定している。
2013年3月31日、佐村河内を特集したNHKスペシャル『魂の旋律 〜音を失った作曲家〜』が放送される。2008年以来の仲であるディレクター古賀淳也の企画である。番組では『交響曲第1番』の成功、聴力を失った「苦悩」（のちに詐称問題へ発展）、前述の東日本大震災の被災者へ向けたピアノ曲「ピアノのためのレクイエム」制作に至る経緯などが紹介された。この番組が大きな反響を呼び、交響曲第1番のCD売上がオリコン週間総合チャートで2位を獲得。この特別番組を書籍化した本の中で古賀が佐村河内に記譜の場面撮影を幾度か申し出るが言下に断られ、佐村河内が呼ぶ所の楽器一つない”音楽室”なる部屋から聞こえる呻き声と何らかの騒音だけの撮影のみに終わり、（2012年2月19日20時頃）曲が完成出来た旨の連絡を受け部屋に入ると手書きの譜面が置いてあったという。
2013年4月26日、『中居正広の金曜日のスマたちへ』で佐村河内守特集が放送される。CDは売上を伸ばし続け、2013年5月時点で10万枚を記録するヒット作となった。
2013年6月5日、2007年に出版された自伝『交響曲第一番』が幻冬舎から文庫化。「闇の中の小さな光」なる副題が付けられる。
2013年6月13日、東日本大震災被災地に捧げた「ピアノ・ソナタ第2番」完成披露発表会がヤマハホールで開催され、出席した。演奏は佐村河内自身が白羽の矢を立てた新進ピアニストソン・ヨルム。発表会の模様や作曲の経緯について、同じ日のフジテレビ『FNNスーパーニュース』、日本テレビ『news every.』、NHK『ニュースウオッチ9』でとりあげられた。
2013年6月15日から、「交響曲第1番HIROSHIMA」全国ツアーが開始、全国30か所、各地の12のオーケストラが演奏する。指揮者などを指名していた為、佐村河内曰く「亡くなった弟にそっくり」という指揮者・金聖響が殆どのコンサートを受け持つこととなった。9月16日からは「ピアノ・ソナタ第1番＆第2番」全国ツアーも始まった。主催はサモンプロモーション。
2013年8月17日、大友直人指揮の東京交響楽団による演奏会で、交響曲第1番に先立ち「弦楽のためのレクイエム・ヒロシマ」（合唱版を編曲したもの）が世界初演された。
2013年10月9日、ミリオン出版の季刊誌『BLACKザ・タブー』VOL.10に「現代日本にベートーベン現る!? 佐村河内守と怪し〜〜〜〜〜い面々！」と、本人の語る経歴を揶揄する記事が掲載される。
2013年10月18日、新潮社の月刊誌『新潮45』11月号に音楽評論家の野口剛夫による「『全聾の天才作曲家』佐村河内守は本物か」と疑問を呈する記事（2014年1月14日に電子書籍化）が掲載される。野口は「音楽専門誌に載せようとしたが、レコード会社の広告も載せる都合上、載せづらかったようで断られた。たまたま『新潮45』の編集者の目に留まった。でなければお蔵入りだったかもしれない」と語っている。
2013年10月23日、ピアニストのソン・ヨルムによるCD「佐村河内守：鎮魂のソナタ」が日本コロムビアより発売。
2013年10月25日、NHKスペシャル『魂の旋律 〜音を失った作曲家〜』のディレクター古賀淳也が、番組の内容を『魂の旋律-佐村河内守』（NHK出版）として書籍化。
2014年2月5日、『週刊文春』の暴露記事を送られた佐村河内が弁護士を通じて関係各所に謝罪したことから、ゴーストライター問題が発覚。翌2月6日、「全聾の作曲家佐村河内守はペテン師だった」の記事（2月13日に「堕ちた“現代のベートーベン”」のタイトルで電子書籍化）を掲載した『週刊文春』が発売され、ゴーストライターの新垣隆による謝罪の記者会見が行われる。
2014年2月12日、佐村河内による自筆の謝罪文が弁護士を通じて発表される。
2014年3月7日、佐村河内による謝罪の記者会見が行われた。#佐村河内による記者会見を参照のこと。
結果的に交響曲第一番HIROSHIMA全国ツアーは14回を残して中止となり、2014年11月までに主催者のサモンプロモーションにより訴訟を起こされた。2016年12月15日、大阪地裁は佐村河内に対して5,670万円の損害賠償を支払うように命じた。
2016年、映画「FAKE」のエンディング「Requiem」を作曲。
2016年、「FAKE」に推薦文を寄せた中森明夫と「知人を介して」接触、中森より構想中の小説に曲をつくるよう依頼を受ける。
2016年10月、楽曲利用料が未払いであるとして、JASRACを提訴。2017年3月にJASRACが784万2844円の著作権料を支払うことで和解した。
2017年、ザ・グレート・サスケ（みちのくプロレス）の入場テーマ「Resurrection」を制作（作曲・演奏）する。
2018年、みちのくプロレスの25周年記念アルバムがキングレコードより発売された際、「Resurrection」とともに「Requiem」も「特別収録」として収録された。
2020年7月〜9月、webニュース、女性週刊誌などで「2018年に居住していた横浜市の分譲マンションを差し押さえられ翌2019年に2月に売却」し、「行方知れず」と報じられた。
2020年11月、MALLEVS MALEFICARVM名義でYoutube上に楽曲「MM“Sakura”Overture」を発表し、2021年2月に佐村河内の作品であることを公表した。
2021年1月に刊行された中森明夫の小説『キャッシー』を購入、2月には同小説のオマージュ曲「Boku no Akashi」、「TEMPEST」を中森に送り、中森によって公開された。
2022年、小学館のNEWSポストセブンのインタビューに応じ、作曲活動を続ける近況を伝えた。

## 人物
外出時に「光を避けるため」としてつばの広い帽子とサングラスを着用していた。ポップ・ミュージックに対して否定的ながら、ドアーズは例外としている。
作曲歴などについてインタビューでは次のように語っていた。
プロダクションでのプロフィールは次のようになっていた。「ゴーストライター問題」の項を参照。

## ゴーストライター問題

### 新潮45に全聾への疑惑が掲載
2013年10月、新潮社発行の月刊誌『新潮45』11月号において、野口剛夫が「佐村河内は耳が聞こえているのではないか」と疑問を呈した。
ゴーストライターとして、佐村河内作品の作曲を行っていた新垣隆は、これを機に佐村河内との関係解消を申し入れた。佐村河内からは「夫婦で自害しお詫びしようと思います」と電子メールが送られて来た。佐村河内は、自殺をほのめかしつつ作曲の継続を訴えたが、新垣は最終的に事実を公表することにした。
公表した理由は、フィギュアスケート選手の髙橋大輔が、ソチオリンピックの2014年2月13日に行われるショートプログラムで、作曲者が佐村河内名義だった楽曲「ヴァイオリンのためのソナチネ」を使用することを知り、「このままでは髙橋選手までもが、佐村河内の嘘を強化する材料になってしまう」と懸念したからである。

### 週刊文春で作曲者・新垣隆が告白
2014年2月2日頃、新垣隆が佐村河内との関係を告白した文藝春秋発行の週刊誌『週刊文春』の記事が、佐村河内に送られた。2月6日、神山典士による「全聾の作曲家佐村河内守はペテン師だった!」と見出しをした記事を掲載した『週刊文春』が発売された。
これに先立ち2月5日、佐村河内は「交響曲第1番《HIROSHIMA》」や「ヴァイオリンのためのソナチネ」などの主要な楽曲が、別の作曲家によって作られたものだと、代理人の弁護士を通じて明かした。佐村河内自身は実際の作曲者が誰なのかを明らかにせず、「（実際に作曲した）人物の側にも作曲者として表に出づらい事情がある」としていた。
しかしこれは虚偽で、翌日会見を開いた新垣は「（そのような事情は）特段ありません」と語った。佐村河内は2月5日NHKの取材に対し、「1996年ごろ、初めて映画音楽の作曲依頼を受けたが、耳の状態が悪くなり、半分以上を別の作曲家に作ってもらったのがきっかけ」と語っていた。これについても、新垣は「佐村河内は普通に会話ができ、譜面についてはそもそも書けない」と証言した。

### 新垣隆の記者会見、および佐村河内サイドからの反論
2014年2月6日午後、新垣隆（当時桐朋学園大学非常勤講師）は記者会見を開いた。新垣は佐村河内の代作を18年間行っていたことを明らかにした。以下はその要旨。
- 佐村河内の曲は全て自分が担当したと認識している。他にゴーストライターはいないと思っている。
- 佐村河内の耳は聞こえており、通常の会話で自分の要求を新垣に伝えていた。ときには新垣が作曲し録音したものを佐村河内に聴かせ、やり取りをしていた。
- 杖は使っていないときもあった。
- CDの解説にある佐村河内との出会いのエピソードはほとんどが嘘である。
- 佐村河内のピアノは非常に初歩的なレベル。楽譜も全く書けない。
- 佐村河内は図表[19]や言葉で曲のイメージを伝えてきた。図表などの指示がない場合もあった。
  - 後にこの図表については、佐村河内の妻の母が「あれは娘の字です」と証言したが、佐村河内は自分の書いたものであると謝罪文の中で強調した。
- 佐村河内はプロデューサーのような立場だった。佐村河内のアイディアを新垣が曲にして、佐村河内は自分のキャラクターを作って世に出した。
- 報酬は18年間で20曲以上作って720万円であった。
- 「交響曲第1番《HIROSHIMA》」は、最初「現代典礼」というタイトルで作曲者が書いたものを、数年後に佐村河内が「HIROSHIMA」と名づけた。
- 「佐村河内の愛弟子」とされる先天性四肢障害の少女“みっくん”がマスコミでクローズアップされていたが、少女の家族は佐村河内の虚偽を知らなかった。
  - この少女と新垣は、少女が4歳の時から知り合いだった。少女が「佐村河内の愛弟子」としてテレビに出たあと、少女の家族は佐村河内から無理難題を言われるようになった。このことを少女の両親が新垣に相談したことも、新垣が告発するきっかけになった[84]。
- 少女の父親が託したコメントによると、ここ1年ほど少女の家族は、佐村河内から「絶対服従」を前提とした従いがたい要求を出されるようになっていた。2013年11月「服従できぬ」と答えたところ激怒され、絶縁状態になった[85]。

上記の新垣による会見の後、佐村河内の代理人は証言を否定した。
- 「佐村河内が聴覚障害2級の身体障害者手帳を持っていることを確認した」「新垣の話す内容は唇の動きを見て理解していた」とし、耳が聞こえているという新垣の証言を否定。佐村河内本人の会見については、「憔悴しきっていて応じられる状態ではない」とした[86]。

2015年6月3日、新垣隆の反省自伝本であり初著書となる「音楽という＜真実＞」（小学館）が17日に出版されることが報じられた。

### 佐村河内が直筆の謝罪文を公表
2014年2月12日未明、佐村河内は代理人の弁護士を通じて、マスコミ各社に直筆の謝罪文を送った。以下はその要旨。
- 家族、新垣ら関係者やファンに向けての謝罪。
- 耳が聞こえなくなって手話サークルに参加し、身体障害者手帳をもらったのは本当。
- しかし、3年ほど前から体調によっては周囲の声や音をある程度聴きとれるようになった。
- 聴覚障害については再判定を受け、場合によっては手帳の返納も考えている。
- 佐村河内の両親は本当に被爆者であり、被爆者健康手帳を持っている。
- 作曲の指示書については佐村河内の直筆であり、「娘（佐村河内の妻）の字」は義母の誤解。
- 代作についてはあくまで新垣との間の秘密で妻にも明かしていなかった。
  - 新垣隆は『週刊文春』の記事中で「もしこのことが明らかになると私たち夫婦は死にます」という趣旨の手紙が「明らかに奥さんの筆跡」で、「奥さんも全てのからくりをわかっていた」と語っている[17]。
- 妻が望むなら離婚に応じる。
- 弁護士にも真実を明かせず、決断に時間がかかり、謝罪が遅れた。
- 近いうちに公の場で謝罪する。

代理人の弁護士は、2月7日に佐村河内から「実は聴力が回復している」と打ち明けられたという。代理人が医師に見解を求めたところ、「限定的とはいえ、言葉が聞き分けられるまで回復する可能性は低いのではないか。原因が精神的なショックによるものであれば、そういう可能性もあるかもしれない」との説明を受けた。
2014年2月15日、弁護士の折本和司と若松みずきが佐村河内の代理人を辞任したと明かした。折本らは辞任の理由について、佐村河内や関係者と「今後の方針に関し、意見の違いが生じ」、更に聴覚障害について説明が首尾一貫しない佐村河内に対し不信感を抱き「弁護できないため」としている。

### 佐村河内による記者会見
2014年3月7日、佐村河内が手話通訳を伴って記者会見を開いた。その姿は以前の長髪・サングラスの姿から一変していた。神山典士や、かつて取材を受けた軽部真一が出席していた。
記者会見の要旨
- 再検査の結果は全聾ではなく中度の感音性難聴であり、（身体障害者福祉法での）「聴覚障害」には該当しなかったため[9]、身体障害者手帳は返上した。障害年金は元々受給していない。
- 以前は確かに耳が聞こえなかったが、3年前から聞こえるようになった。横浜市も以前の検査に不正はなかったと公表している。手話通訳はこれまでもこれからも必要。
- 今回の検査は脳波を測定する科学的なもので、誤魔化すことはできないので検査結果に間違いはない。
- サングラスも杖も包帯もポーズではなく本当に必要としているが、この場では怒られると思ったので外してきた。鞄の中には入っている。
- 障害は音が歪んで聞こえるというもの。補聴器は3つ持っているが、あまり役に立たないので使っていない。
- 障害に悩んで手話や口話を必死で学んだ（記者の求めに応じて手話を披露して見せる場面もあった）。
- 絶対音感は持っていない。
- 代作を頼んだ理由は現代音楽の世界では下火となってしまった調性音楽への憧れからであり、それらの復権がやりたいことだった。
- 「全聾の作曲家」という肩書きへの執着や自己顕示欲はあまりなかった。
- 新垣隆に仕事を依頼する以前からプロとして作曲をしていた（NHK『山河憧憬』）。最近の本宮市歌も自分で作曲した。
- その他の曲についても、私が指示書を書いているので、新垣が唯一の著作者とは言いきれない。
- 新垣は、私が最初に報酬の金額を提示すると表情で難色を示して、金額をつりあげるとOKするなど、報酬の交渉も行っていた。
- 新垣は『新潮45』の記事が出るまで一度も「やめたい」と言ったことはなかった。
- 新垣とは口の動きを読んで会話（口話）していた。耳は聞こえていなかった。作品のテープも聞いてない。私が電話したなんてありえない。
- 自分は聞こえないのに、新垣に「一度弾いてみてくれ」と言ったことがあるのは、作品に対する周囲の反応を見たかったからである。
- 『週刊文春』の記事には虚偽が多く含まれているから、新垣を名誉棄損で訴える予定がある。
- 妻は何も知らなかった。指示書が妻の字であると証言した義母も訴えるかもしれない。
- 妻には離婚を打診したが拒否された。「世界的に有名になる前だから、国内だけのバッシングで済んでよかったね」と慰められた。
- 取材が殺到して自宅マンションにいられないため、横浜市内のホテルを渡り歩いていた。髪はホテルの室内で、元美容師の妻に切ってもらった。
- 妻に対しては、新垣は現代音楽（無調音楽）の先生ということにしていた。作曲の代金の支払いは、教授の代金の支払いと言い訳していた。
- 少女に対しては、バイオリンの練習と一緒に部活動をしたいと言い出したので、「障害がなくても更に頑張っている子がいるのに」と思って無理難題と取れることを言ってしまった。
- 確定申告（青色申告）の記録を見ればわかるように、黒字になったのは今年（2013年）が初めてで、収入はそれほど多くなかった。
- 弁護士が辞任した理由は、髙橋大輔選手が曲を使用する前に、一刻も早く謝罪を行いたいと主張した私と、会見の時期についての意見が合わなかったためであり、それ以外のトラブルはない。
- 迷惑をかけたみなさまに謝罪したい。損害賠償も考えている。
- 被災者や障害者に対しては、本当に力になりたいとの思いもあった。
- これが最後のテレビ出演になる。

同日、横浜市が記者会見を開き、佐村河内の聴覚を再検査した結果、（身体障害者福祉法での）聴覚障害には該当しない感音性難聴であったことを明らかにした。この事実に基づき、横浜市は佐村河内から身体障害者手帳と重度障害者医療証、福祉特別乗車券の返納を受けた。また、佐村河内が重度障害者医療証によって市から受けた医療費は、聴力が回復したとされる3年前からの合計で約24万円になるが、返金を求める法律的根拠がないことから、返金要求はしないことになった。
佐村河内の会見に対して、新垣隆は、佐村河内が電話をかけてきたことや、作品の録音を聞いてコメントしたことなど「私が雑誌や会見で述べたことは全て真実」と反論を発表した。新垣の言を借りるかたちで、佐村河内を糾弾する記事を書いてきたジャーナリストの神山典士も『週刊文春』（2014年3月20日号）にて、「新垣から報酬の金額を口にしたことはない」「佐村河内から新垣に送られたメールには『二人で視聴して』と書かれている」「佐村河内を載せたタクシーの運転手は『普通に会話していた』と証言した」「新垣は『新潮45』の記事が出る以前の7月、文庫になった佐村河内の自伝をたまたま読んでその影響力に怖気づき、やめることを提案している」などとして、記者会見には事実と異なる点があるとの見解を示した。

### 関係者の証言
以下は、取材などを通じて佐村河内と直接関わった人々や、音楽・メディア関係者の証言である。
- 新垣隆は、週刊文春の2015年4月2日号で行われた阿川佐和子との対談で、1996年頃に出会った頃は佐村河内は耳が聞こえており普通に会話ができていた、シンセサイザーで作曲することはできていたが譜面は書けなかった、ギャラは安くほぼボランティアと言える状態であった、二人が「深い愛」で結ばれていると言う噂は誤りでありむしろ面倒臭くておっかない人間であるとみている、1999年に「耳が全く聞こえないと言う設定にする」ことになったがこれは新垣が作った曲についてオーケストラの指揮などができないことを隠すためであろう（指揮は新垣が行った）、佐村河内はアマチュアである、2005年に佐村河内が失敗した時は一人で乾杯した、CDが売れるようになるにつれまずいと思うようになった、などと語っている[95]。
- 佐村河内の妻の母は、『日刊スポーツ』などの取材に対し、16年間佐村河内夫妻と音信不通であることを明かした上で、交響曲第1番の指示書について「あれは娘の字です」と語った。また、「佐村河内は高校時代、娘の弟の友人を騙って娘に近づいた」「（佐村河内は1988年ごろ）通勤途中に自分の不注意でジーパンが破れたのに、会社にお金と代わりのジーパンを請求していたみたい。やはりあの子（佐村河内）はおかしいと思った」「15年前、（自分の）知人から『佐村河内は今、耳が聞こえない』と聞いた時、また嘘をつき人をだまそうとしているんだと直感した」「佐村河内の家にはピアノがなく、曲を作れる子でもなかった」「違う人が作っていると確信していた。いつかバレると思っていた」と語った。娘（佐村河内の妻）に対しては「早く離婚して広島に戻ってきてほしい」、ゴーストライターであることを告白した新垣隆に対しては「感謝しています。勇気のいることだったと思う。会ってお礼を言いたい」と述べた[13]。佐村河内の妻は、幼少期からピアノを弾いていたという[96]。
- 週刊誌『AERA』は、2013年6月にインタビューの掲載を見送った経緯を明らかにした。インタビュー取材終了後、帰りのタクシーが到着してインターホンが鳴った際に即座に立ち上がって「来ましたよ」と言うなどの振る舞いがあったため、取材後に複数の関係者に確認したところ作曲能力や聴覚障害への疑念が生じ、掲載を見送ったという[97]。
- 映画『桜、ふたたびの加奈子』の音楽を佐村河内にオファーした映画監督の栗村実は、佐村河内とは2000年頃に知り合い、14年にわたるつきあいになるが「長年のやりとりの中で、少なくとも、ゴーストライターの事実に気付くことができなかった」と語っている。また聴力については「補聴器の助けでわずかに聞こえる状態」と認識していた[98]。
- 新垣隆と親交のある[99]音楽評論家の鈴木淳史は、2008年に、新垣本人から、佐村河内の曲を作曲していると告白された[100]。鈴木は、交響曲第1番を賞賛していた許光俊[101]とも親交があったため、許にも騒動発覚の2年前に伝えたという。鈴木によれば、「彼は『作品自体を評価すればそれでいいのだから』というスタンスなので、そういった情報に格別に動揺もなかったようでした」[102] [信頼性要検証]とのことである。
- 新垣隆の知り合いである作曲家の伊東乾は、「私個人の見解」と前置きしたうえで、番組制作スタッフがまったく気づかなかったはずはなく、聴力については「せいぜい難聴程度の症状をオーバーに言って、そういう商売しているんでしょう…ま、芸能界にはあることだから」、作曲についても「どうせ、例によってアシスタントとか使ってやらせてんでしょ」と見切っていた可能性が高いと述べて、この事件を引き起こしたのは、経歴の脚色やゴーストライティングを許容してきた業界の悪習慣ではないかと批判している[103]。
- 日刊サイゾーによると、佐村河内を番組で取り上げたテレビマンAは、クラブに飲みに行って酔うと「俺がコーディネーターとして仕掛けた」とホステスに自慢していたが、同時に「佐村河内は、実際には耳が聞こえる」とも言っていたらしい。また騒動発覚後は、周囲に「俺は何も知らなかったことにしてほしい」と口止め工作をしている。Aが真実を隠していた理由については「『これがもっと当たれば、映像のシリーズ化だけで食っていける』、『ほかにも障害者の音楽家をそろえて、超人オーケストラとかやったらビッグビジネスになる』なんて言っていましたから、金のためだったのでは」と関係者[誰?]が語っている[104]。
- 全国ツアーを主催したサモンプロモーション社長によると、佐村河内守が企画を持ち込んだ際に「”わざわざ”手話通訳を連れてきた」と証言している[51]。

### 影響
代作および聴覚障害疑惑が発覚し、以下の各方面に影響が出た。
- この問題が発覚したのち、予定されていたコンサートは全て中止[105]、インタビュー記事を掲載した月刊誌「家庭画報」2014年3月号が新規出荷を停止[6]、レコード会社の日本コロムビアがCDの出荷やインターネット配信を停止[106]、自伝『交響曲第一番 闇の中の小さな光』も絶版（出荷停止。書店により回収による発売中止、ないしは発売しても現品在庫限り）となる[107]など各方面が対応に追われた。
- 前述のように髙橋が「ヴァイオリンのためのソナチネ」を使用していた問題では、オリンピック開幕の約1週間前に対応に追われる事態となったが、髙橋サイドは「ショートプログラムの曲は変更せず、そのまま使用する」ことを決断し、関西大学オフィシャルサイトを通じて明らかにした[108][109]。なお、この件に関して日本スケート連盟が国際スケート連盟に対して「ヴァイオリンのためのソナチネ」作曲者の氏名を削除する手続きを取ったことを公表している[110]。国際スケート連盟は、「（選手使用曲の）作曲者の氏名を明示しなければならないというルールはない」として、「ヴァイオリンのためのソナチネ」をオリンピックにて使用することは問題ないとしている[111]。
- 同月6日、広島市が2008年に授与した「広島市民賞」を返上する意向が佐村河内の代理人の弁護士を通し伝えられ、同日、賞の取消が決定された[112]。翌日、公告が掲示され、表彰状の返還を求める通知文が送付された[113]。
- 映画『秋桜』の舞台となった福島県本宮市では、映画の音楽を担当した佐村河内に市民の歌「みずいろのまち」（歌詞は市民から一般公募）の作曲を2013年11月に依頼し、2014年1月中旬に作品を受け取った。東日本大震災3年の追悼式典で発表する予定だったが、この問題により曲を破棄することになった。作曲の報酬200万円は支払わない方針である。新たな市民の歌については、すでに決まっていた一般公募の歌詞にあわせて、別の作曲家に新たな曲を依頼することが検討されている。ただし、この曲について新垣隆は、自分はかかわっていないと明言し、佐村河内は自分が作曲したと記者会見で述べた。週刊文春によると、佐村河内がメロディを考えて歌をテープに吹き込み、それを佐村河内のファンであった22歳の音大生に譜面に起こさせたものだそうである。本宮市に提出した曲には、編曲者としてこの音大生の名前がクレジットされていた[114][115]。
- 日本レコード協会は2月7日までに「佐村河内守」名義でヒットしたCD「交響曲第1番 HIROSHIMA」について、発売元である日本コロムビアからの申し入れを受け、出荷枚数10万枚を超える作品に与えられる「ゴールドディスク」認定を取り消した。過去に遡っても殆ど前例が無く、日本コロムビアは「CDを出荷停止していることに加え、社会的影響の大きさを考慮した」と辞退申し入れに至った理由を説明している[116]。この曲を初演した広島交響楽団は、2014年5月に予定されていた山口での演奏を中止することを決定し、同楽団の関係者は「もう演奏できない曲になってしまった」と遺憾の意を表明した[112]。
- 2014年2月12日、田村憲久厚生労働相は、佐村河内が「言葉が聞き取れる時もあった」と公表したことについて、閣議後の記者会見で「障害者手帳の取り消しも含めて対応する」と述べた。さらに今後、障害年金支給の有無について調査し、条件を満たしていなければ返還を求めるとの見解を示した[117]。更に田村厚生労働相は2月18日の第186回国会・衆議院予算委員会にて一連の佐村河内問題を取り上げた古川元久（民主党）の質問に対して「今回の件を受けて、事実関係の把握を行った上で、聴覚障害認定のあり方に関する見直しを行うことも検討している」と答弁した[118]。

### "HIROSHIMA"全国ツアーメイン指揮者の問題行為
ゴーストライター問題はこれだけに留まらず、週刊文春2014年12月18日号に掲載の記事において、"HIROSHIMA"全国ツアーで指揮者を務めた金聖響が、佐村河内を介してサモンプロモーション代表から借金をしたのを皮切りに、佐村河内と"HIROSHIMA"の名を利用して寸借詐欺まがいの行為を繰り返していたことが報じられた。金銭を貸与したのは、楽団員、関係者、ファン、有名人多数を含む200人以上で、借金の総額は2億円を超えると報じている。
佐村河内、金の両名により、合計9100万円の損害を被っているサモンプロモーションは、産経などの報道によると、佐村河内守に対しては大阪地裁にて6100万円の損害賠償の訴訟を起こしている。一方の金は、所属事務所サモンプロモーションのマネジメント契約を解除された。

### 騒動の映画化
2015年5月7日、オウム真理教を扱った映画『A』などの作品で知られる森達也の製作により、一連の騒動が映画化されることとなり、2014年11月ごろより撮影中であることが報道された。森は、今回の作品について、佐村河内や新垣の見方や関係がひっくり返るかもしれないと話した。
その後、東風による配給により『FAKE』の題で2016年6月4日から全国公開された。森達也にとっては4人の監督の共作である『311』を除くと15年ぶりの新作となる。プロデューサーは橋本佳子、撮影は山崎裕。2014年9月から2016年1月まで佐村河内の自宅を中心に撮影されたものが使用され、マスコミ試写は連日満席状態であったという。

## 民事裁判
2016年12月15日、佐村河内の作品の全国ツアーを企画していた大阪市内の音楽会社がツアーの中止による損害賠償6130万円を求めた裁判で、大阪地方裁判所は佐村河内に5670万円の支払いを命じた。一方で、佐村河内が過去の公演での楽曲使用料の支払いを同社に求めた訴えを認め、同社に410万円の支払いを命じた。

## 新垣隆による「佐村河内守」名義の作品
佐村河内のゴーストライターであった新垣隆は、1996年頃から佐村河内の代作を始め、「佐村河内の曲はほぼ全て自分が担当したと認識している」と述べている。
日本音楽著作権協会（JASRAC）には佐村河内名義の曲が103件登録されていたが、2014年2月5日、JASRACは「権利の帰属が明確になるまで作品の利用許諾を保留」したため、これが解決するまでJASRAC管理作品については演奏や放送ができなくなった。JASRACはその後、2014年12月31日付で佐村河内との著作権信託契約を解除している。
自伝の巻末一覧に挙げてある以下の旧作のうち、交響曲第2番など、JASRACに登録されていない曲については、現存するか否か不明である。
- 鬼武者《交響組曲ライジング・サン》献呈＝横山勝也
- 中村鶴城・琵琶リサイタル委託作《詩曲 天の川 琵琶歌と十七弦箏のための》（10分）
- 二胡と管弦楽による《劇音楽のための主題曲と変奏曲》（17分）
- 《子供のためのピアノ小品》（25分）献呈＝某障害児施設
- 《交響曲第1番》（74分）献呈＝ しおり
- 《ヴァイオリンのためのソナチネ嬰ハ短調》献呈＝“みっくん”
- ピアノ幻想曲《ジ・エターナル》（27分）
- 《ピアノ・ソナタ第1番》（36分）献呈＝ 持田正樹
- オルガン組曲《アシュリー》（14分）献呈＝ アシュリー・ヘギ
- 和楽と管弦楽のための《死霊I - IX》（全270分）
- 《交響曲第2番》（110分）
- ピアノのための《死霊・第1章》（13分）
- 《無伴奏ヴァイオリンのためのシャコンヌ 》
- 《弦楽四重奏第1番》（32分）
- 《弦楽四重奏第2番》
- NHK『五木寛之 21世紀・仏教への旅』献呈＝五木寛之
- 二管編成の音楽《ヒロシマ》（22分）献呈＝原爆被爆者
- 《交響曲第3番》2007年当時制作中
- 《CRASH MIND TOWER》
- 《左手のためのピアノ小品〈MIKU(1)〉》献呈＝“みっくん”

### 映画音楽
- 『秋桜（cosmos）』 - （1997年、監督：すずきじゅんいち）
- 『六悪党』 - （1997年、監督：ラサール石井、CSテレビ放送のショートフィルム）
- 『桜、ふたたびの加奈子』 - （2013年4月、監督：栗村実）

### ゲーム音楽
- 『バイオハザード』 （バイオハザードシンフォニーOp.91「CRIME AND PUNISHMENT」、1998年）
- 『鬼武者』（交響組曲「RISING-SUN」、2001年）[130]

### テレビ音楽
- 中国2001年のテレビドラマ『三国志 呂布と貂蝉』[131]（原題：呂布与貂蝉[132] テーマソング。監督はチェン・カイコー、呂布役は黄磊（ホアン・レイ）、貂蝉役は陳紅（チェン・ホン）

### 吹奏楽
- 《吹奏楽のための小品》（7分）献呈＝石田修一と千葉県柏市立柏高等学校吹奏楽部、平成20年度下谷奨励賞佳作
- 祈り（東京佼成ウインドオーケストラ委嘱作品・約8分・2012年12月1日、同団第113回定期演奏会にて初演）

### ディスコグラフィ

#### CD
- 『バイオハザード・シンフォニー』（セルピュータ、1998年8月21日発売）
- 『「鬼武者」 オリジナル・サウンドトラック / 交響組曲「ライジング・サン」』（指揮:新垣隆、演奏:新日本フィルハーモニー交響楽団他）（セルピュータ、2001年1月11日発売）
- 『交響詩「ローマの祭」』（「吹奏楽のための小品」を収録）（指揮:小澤俊朗、演奏:神奈川大学吹奏楽部）（CAFUAレコード、2007年5月23日発売）
- 『響宴XI』（「吹奏楽のための小品」を収録）（指揮:小澤俊朗他、演奏:神奈川大学吹奏楽部他）（ブレーン、2008年5月20日発売）
- 『交響曲第1番《HIROSHIMA》』（指揮:大友直人、演奏:東京交響楽団）（日本コロムビア、2011年7月20日発売）
- 『シャコンヌ〜佐村河内守 弦楽作品集』（演奏:大谷康子、藤井一興、大谷康子弦楽四重奏団）（日本コロムビア、2012年1月18日発売）
- 『「火の鳥」 東京佼成ウインドオーケストラ・ライヴ』（「祈り」を収録）（指揮:飯森範親、演奏:東京佼成ウインドオーケストラ）（日本コロムビア、2013年5月22日発売）
- 『REQUIEM“HIROSHIMA” 4声ポリフォニー合唱曲（CD付き）』（指揮:栗山文昭、合唱:合唱団 響）（全音楽譜出版社、2013年10月13日発売）
- 『鎮魂のソナタ』（演奏:ソン・ヨルム）（日本コロムビア、2013年10月23日発売）
- 『氷上のクラシック』（「ヴァイオリンのためのソナチネ」を収録）（演奏:大谷康子、藤井一興）（日本コロムビア、2013年10月23日発売）

#### DVD
- 『佐村河内守:魂の旋律〜HIROSHIMA×レクイエム』2013年8月 （「交響曲第一番」、「ピアノのためのレクイエム」収録）

## 佐村河内守本人の作品
- 1996年:NHK『山河憧憬』（チベットゴングと尺八のための幻想組曲Op.75）
- 2016年:「Requiem」（映画『FAKE』のエンディング）
- 2017年:「Resurrection」（ザ・グレート・サスケの入場テーマ）[133][134]
- 2020年: 「MM"Sakura"Overture」[135]
- 2021年:「MM"Sakura"Apocalypse」[136]
- 2021年:「Boku no Akashi」（中森明夫『キャッシー』のオマージュ曲）[137]
- 2021年:「TEMPEST」（中森明夫『キャッシー』のオマージュ曲）[138][139]
- 2021年:α
- 2021年:αⅡ
- 2021年:Jim&Pamela
- 2021年:HAL
- 2022年:Vega
- 2022年:Ties
- 2022年:війни
- 2021年:Маріуполь
- 2022年:Requiem
- 2022年:TEMPEST Mov.Ⅲ
- 2022年:Compassion

### CD
- 「Requiem」(2016),「Resurrection」(2017) （『みちのくプロレス 旗揚げ25周年記念アルバム』(キングレコード,2018. KICS-3766)所収）[140]

## 著書
- 『交響曲第一番』講談社、2007年10月31日。ISBN 978-4-06-213935-9。[141]
  - 『交響曲第一番』オフィス・コア、2008年3月。 - 佐村河内 (2007)を底本とした録音図書、朗読土田亜紀子[142]
  - 『交響曲第一番 闇の中の小さな光』幻冬舎〈幻冬舎文庫 さ-35-1〉、2013年6月3日。ISBN 978-4-344-42042-7。 - 佐村河内 (2007)の再刊[143]。

2014年3月20日、講談社は、自伝『交響曲第一番』に書かれている佐村河内の音楽修業経歴は虚偽であったと発表した。また、音楽修業以外の経歴は事実であり、本についてはゴーストライターを使っていないとのことである。
- 『REQUIEM"HIROSHIMA" 4声ポリフォニー合唱曲』佐村河内守 作曲、松居弘道 英訳、全音楽譜出版社、2013年10月。ISBN 978-4-11-734001-3。 - 付属資料：9頁、28cm+録音ディスク(1枚 12cm)。

## メディア出演

### テレビドラマ (「速瀬守」名義)
- のんき君 (2)（1984年4月9日、フジテレビ・月曜ドラマランド）
- サザエさん（1985年1月4日、フジテレビ・月曜ドラマランド）
- まさし君（1985年2月18日、フジテレビ・月曜ドラマランド）
- アイドルを探せ（1985年3月11日、フジテレビ・月曜ドラマランド）

### バラエティ番組など
- 『NEWS23』「音をなくした作曲家その闇と旋律」（2008年9月15日、TBS）[145]
- 「いま、ヒロシマが聴こえる… 〜全聾作曲家・佐村河内守が紡ぐ闇からの音〜」（2009年8月8日、フジテレビ、55分）[146][147]
- 『ワイド!スクランブル』「山本晋也の人間一滴」（2010年8月11日、テレビ朝日）[148]
- 『情報LIVE ただイマ!』「知っていますか？“奇跡の作曲家”佐村河内守」（2012年11月9日、NHK総合）[149]
- 『情報満載ライブショー モーニングバード!』「週刊 人物大辞典」（2012年11月23日、テレビ朝日）[150]
- 『あさイチ』「“奇跡の作曲家”佐村河内守」（2012年12月12日、NHK総合）[151]
  - 「音を失った作曲家 佐村河内 守」（2013年5月1日）[152]
  - 他、2013年12月27日[153]
- 『NHKスペシャル』「魂の旋律 〜音を失った作曲家〜」  [41](2013年3月31日、NHK総合、49分)
- 『めざましテレビ』「コレぐぅ〜Buzz王」（2013年4月11日、フジテレビ）[154]
- 『中居正広の金曜日のスマたちへ』「金スマ波瀾万丈 佐村河内守〜全ろうの孤高の作曲家が紡ぐ闇の音。〜」（2013年4月26日、TBS）[155]
- 『FNNスーパーニュース』「トレすぽ 」（2013年6月13日、フジテレビ）[47]
- 『news every.』「ニュース」（2013年6月13日、日本テレビ）[48]
- 『ニュースウオッチ9』「ニュース」（2013年6月13日、NHK総合）[49]

### NHKスペシャル 魂の旋律 〜音を失った作曲家〜
- 2013年3月31日、NHKスペシャルによる放送が、ブームの火付け役となった。企画は2012年頃、フリーのテレビディレクター古賀淳也によりNHKへ持ち込まれた[156]。番組中では作品の構想が浮かばず苦悩する佐村河内の姿や障害者や東北大震災の被災者と佐村河内の交流などが描かれ、薬の飲み過ぎで立つことすらできずに床を這いまわるシーン、あるいは東日本大震災の被災者名簿を見たあと深夜の公園で一人苦悩し風速10m、零下2℃の海辺に6時間佇み、さらに2日間全く寝ずに闇の中からやっとつかみ取った旋律が「ピアノのためのレクイエム」になったなどと紹介された[41]。
- 2014年2月2日、ゴーストライターとの「週刊文春」の記事情報が寄せられ、NHKが4日に本人に確認したところ、事実を認めたため、NHKは2月5日のNHKニュース番組中で「取材や制作の過程で、本人が作曲していないことに気づくことができませんでした」と謝罪した[42][156]。これに伴い、NHKオンデマンドでの配信も停止された。
- 2014年2月13日、NHKの籾井勝人会長が、NHK放送センターで定例記者会見を行い、両耳の聞こえない作曲家として佐村河内を取り上げた昨年3月放送のNHKスペシャルについて「結果としてだまされた。真実と違う放送になったことはおわびするしかない」と謝罪した。同局は同番組について現在も調査中とし、籾井会長は「現場ともよく相談して検討していきたい」と検証番組を放送する可能性に言及した[157]。
- 2014年3月16日、NHKは「佐村河内氏関連番組・調査報告書」[40]を作成し、なぜ見抜けなかったかを検証した。結論としては、佐村河内の虚偽に気づいたスタッフは一人もいなかったという。とある職員ディレクターは、新幹線での移動中に佐村河内と手話通訳を介して会話をするなかで「トンネルに入り、ゴーッという音で声が聞き取りにくくなったが、それでも佐村河内氏は同じ声の大きさで話し続けていた」ために、本当に耳が聞こえないのだと感じたと証言している。

### ドキュメンタリー映画「FAKE」
- 2016年公開のドキュメント映画。騒動後、沈黙を守った佐村河内の素顔をとらえるとともに、彼を取材しようとする、国内外のジャーナリストたちの姿も映した。

出演
佐村河内守
スタッフ
監督：森達也
プロデューサー：橋本佳子
撮影：森達也・山崎裕
編集：鈴尾啓太

## 関連文献
- 佐村河内守「〈インタビュー〉（株）カプコンの新作ゲームソフト「鬼武者（仮）」における交響組曲「RISING-SUN」のxrcdマスタリングについて」『放送技術』第52巻第8号（通号 627）、兼六館出版、1999年8月、976-980頁、ISSN 0287-8658。
- 「【インタビュー／全聾の作曲家に聞く】 我が人生の挑戦」『月刊致知』2008年11月号、致知出版社、2008年10月。
- 「シリーズ人間 聴覚なき作曲家・佐村河内守 轟音の彼方に光の音が聞こえる──」『女性自身』2010年8月10日号、光文社、2010年8月。
- 林田直樹「佐村河内守インタビュー「音楽との対峙に求めるもの」「僕にとってはベートーヴェンが心の師です」」『intoxicate』第93号、タワーレコード株式会社、2011年8月20日。
- 「闇から紡ぎ出す“真実の音” 佐村河内 守さん」『やくしん』2011年10月号、佼成出版社、2011年10月。
- 佐村河内守「インタヴュー 佐村河内守（作曲）」『レコード芸術』第60巻第11号（通号 734）、音楽之友社、2011年11月、79-82頁、ISSN 0289-3614。
- 佐村河内守「独占インタビュー 聴力を失った孤高の作曲家 佐村河内守 「運命」「絶望」そして「祈り」の鐘が鳴る」『サンデー毎日』第92巻第27号、毎日新聞社、2013年7月7日、159-161頁、ISSN 0039-5234。
- 佐村河内守「インタビュー 聴力を失った「現代のベートーヴェン」 轟音の耳鳴りのなか、真実の音をみつけだす」『婦人公論』第98巻第26号、中央公論新社、2013年12月7日、52-55頁。
- 古賀淳也『魂の旋律 佐村河内守』NHK出版、2013年10月29日。ISBN 978-4-14-081613-4。
- 神山典士『ゴーストライター論』平凡社、2015年4月。ISBN 9784582857726。